# Архангел (Marvel Comics)
Архангел (англ. Archangel, справжнє ім'я Воррен Кеннет Воррінгтон III) ― вигаданий персонаж з коміксів американського видавництва Marvel Comics. Входив до попередньої команди Люди Ікс, разом з персонажами, Циклопом, Звіром, Людиною-льодом, і Професором Ікс. Архангел вперше з'явився, вперше під псевдонімом Ангел, в коміксі X-Men (vol.1) # 1, створеним Стеном Лі, та Джеком Кірбі у вересні 1963, року.

## Біографія
Воррен Кеннет Воррінгтон III, виріс в багатій і відомій родині. Його надзвичайні здібності почали проявлятися ще підлітковім віці. Одного разу хлопчик помітив, що у нього почали рости крила. В цей час він навчався в престижній приватній школі, спочатку він приховував від своїх однолітків, і вчителів, свої крила. Однак крила з кожним днем ставали ще більше, незабаром Воррен, відкрив у собі здібності літати, коли в студентському гуртожитку почалася пожежа, Воррен ризикуючи бути викритим, кинувся рятувати своїх однокласників, і виніс їх з вогню.
Згодом крила Воррена стали такими довгими, що він більше не міг їх ховати під одягом. Зрештою батьки дізналися про його надздібності. Новина про те що їхній син мутант, стала для них справжнім шоком. Вони забрали Воррена зі школи й відвезли в маєток. Мати Воррена, не могла з цим змиритися, з його незвичайною зовнішністю, тому вона разом зі своїм чоловіком батьком Воррена виїхали з маєтку, залишивши Воррена, на піклування прислуги, і вчителів. Для такої привілейованої родини як Воррінгтон, мати сина мутанта, це велика ганьба. Тому батьки робили все можливе, для того, щоб преса і суспільство не дізналося що сталося з їхнім сином. Коли професор Ксав'є, запропонував, взяти юнака у свою школу, вони зраділи цій обставині. Нарешті Воррінгтони могли доручити турботу професіоналам, і фахівцям, а головне, зняти з себе зобов'язання перед дитиною. Воррен був закоханий в Джин Грей, яка любила Скотта Саммерса, пізніше Воррен стане Архангелом.

## Сили та здібності
Воррен Воррінгтон мутант, здатний літати. На спині у нього розташовані справжні крила, розмах яких досягає 4,5 метра. Тіло Воррена ідеально пристосоване для польоту, у нього як у птаха порожнисті кістки, і прекрасно розвинена мускулатура. Він володіє надзвичайно гострим зором, а його дихальна система має особливу будову, що дозволяє йому вдихати кисень при польоті на дуже великій швидкості. Його кров має цілющі властивості.

## Зміни
Після втрати своїх крил як у птаха, Архангел піддається великим генетичним змінам. Його шкіра стає темно-сіро-синьою, і замість звичайних крил у нього, з'являються металеві крила, які можуть прорізати будь-який матеріал, також він може використовувати свої металеві пір'я, як снаряди. Крім того, кардинально змінюється його характер, замість позитивного і багатого хлопця, Воррен, стає кровожерливим, і мстивим вбивцею. Також Архангел має властивість не виділяти власного запаху що Росомаха, не міг його вчути.

## Фільми
Воррен з'явився 2006 року в фільмі Люди Ікс: Остання битва, де роль зіграв Бен Фостер, і Кейден Бойдом (в дитинстві). У фільмі Воррен, але прізвиська у нього там немає, є сином багатого промисловця, який був здивований мутацією власного сина і після цього задумав винайти ліки проти мутації. У спогадах дитинства видно як Воррен намагається відрізати у себе на спині ще малі пір'я, в результаті перетворюють його на ангела. Воррен був першим пацієнтом який брав участь у щепленні від мутації, але він відмовився, Воррен збиває санітарів, які хотіли зробити йому ін'єкцію і розправляє свої крила. Він каже батькові що це він хоче зробити його нормальним і розбиває вікно вилітає з будівлі. Він шукає притулок в школі Ксавєра для обдарованих підлітків. Пізніше з'являється в фінальній битві проти Магнето рятуючи свого батька, після того як його скинули Псайлок, і Омега. В кінці фільму він летить через міст Золоті Ворота, Ангел гине під час страйку у 2015 році. Ангел з'являється в фільмі Люди Ікс: Апокаліпсис, де його зіграв Бен Гарді, у зміненій тимчасовій лінії Воррена змушують брати участь в підпільних боях мутантів, під загрозою смерті, де він перемагає Пузиря, а пізніше бореться з Нічним змієм. Воррен програє і пошкоджує свої крила. Обох мутантів звільняє Містік. Пізніше його знаходить Апокаліпсис, який створює йому нові крила з металевими лезами й Воррен погоджується стати його вершником. Гине розбиваючись на реактивному літаку, пробуючи зловити Чарлза Ксав'є.